# Розсошанська сільська територіальна громада
Розсошанська сільська громада — територіальна громада України, у Хмельницькому районі Хмельницької області. Адміністративний центр — село Розсоша.
Площа громади — 170,48 км², населення — 5595 мешканців (2017).
Утворена 13 серпня 2015 року шляхом об'єднання Андрійковецької, Розсошанської та Ружичанської сільських рад Хмельницького району.
19 жовтня 2018 року внаслідок добровільного приєднання до громади приєдналася Шумовецька сільська рада.
Громада розташована на півдні району. Межує на північному заході і сході з сільрадами Хмельницького району, на півночі з Шаровечківською громадою, на північному сході — з Хмельницькою міськрадою, на півдні — з Ярмолинецьким районом, на заході — з Гвардійською громадою.
На території громади розміщені аеропорт «Хмельницький», залізнична станція Скібнево, проходять автошляхи М-12/E50 (об'їзна Хмельницького) і Н-03.

## Населені пункти
До складу громади входять 26 сіл: Розсоша, Андрійківці, Баламутівка, Видошня, Виноградівка, Вищі Вовківці, Іванівка, Іванківці, Карпівці, Королівка, Кудринці, Лехнівка, Лугове, Лука, Малиничі, Микитинці, Михайлівка, Михалківці, Монастирок, Нижчі Вовківці, Перегінка, Рижулинці, Ружичанка, Скаржинці, Слобідка та Шумівці.